# Casa de Drăculești
La Casa de Drăculeşti fue una de las dos ramas principales de la Casa de Basarab de origen Cumano o pechenago, dinastía gobernante del Principado de Valaquia, siendo la otra la Casa de Dănești. Estas dinastías estaban en constante competencia por el trono de Valaquia desde finales del siglo xiv hasta principios del siglo xvi. Los descendientes de la línea de Drăculești eventualmente llegarían a dominar este principado hasta su unificación con Transilvania y Moldavia bajo el reinado de Miguel el Valiente en 1600.  
La línea de Drăculești comenzó con Vlad II Dracul, hijo de uno de los gobernantes más importantes de la dinastía Basarab, Mircea cel Bătrân. El nombre Drăculești se deriva de la membresía de Vlad II Dracul (en antiguo rumano Dracul significa «dragón», mientras que actualmente significa «diablo») en la Orden del Dragón (fundada en 1408).

## Miembros de la Casa de Drăculeşti
Los miembros de la línea de Drăculești que ocuparon el trono de Valaquia son los siguientes:
| Imagen | Gobernante                 | Periodo                               | Notas                       |
| ------ | -------------------------- | ------------------------------------- | --------------------------- |
|        | Vlad II Dracul             | 1436-1442, 1443-1447                  | Hijo de Mircea cel Bătrân   |
|        | Mircea II                  | 1442                                  | Hijo de Vlad II             |
|        | Vlad III Drăculea          | 1448, 1456-1462, 1476                 | Hijo de Vlad II             |
|        | Radu cel Frumos            | 1462-1473, 1474                       | Hijo de Vlad II             |
|        | Vlad Călugărul             | 1481, 1482-1495                       | Hijo de Vlad II             |
|        | Radu cel Mare              | 1495-1508                             | Hijo de Vlad Călugărul      |
|        | Mihnea cel Rău             | 1508-1509                             | Hijo de Vlad Tepes          |
|        | Mircea III Dracul          | 1510                                  | Hijo de Mihnea cel Rău      |
|        | Vlad cel Tânăr             | 1510-1512                             | Hijo de Vlad Călugărul      |
|        | Radu de Afumați            | 1522-1523, 1524, 1524-1525, 1525-1529 | Hijo de Radu cel Mare       |
|        | Radu Bădica                | 1523-1524                             | Hijo de Radu cel Mare       |
|        | Vlad Înecatul              | 1530-1532                             | Hijo de Vlad cel Tânăr      |
|        | Vlad Vintilă de la Slatina | 1532-1534, 1534-1535                  | Hijo de Radu cel Mare       |
|        | Radu Paisie                | 1534, 1535-1545                       | Hijo de Radu cel Mare       |
|        | Mircea Ciobanul            | 1545-1552, 1553-1554, 1558-1559       | Hijo de Radu cel Mare       |
|        | Pătrașcu cel Bun           | 1554-1558                             | Hijo de Radu Paisie         |
|        | Petru cel Tânăr            | 1559-1568                             | Hijo de Mircea Ciobanul     |
|        | Alexandru II Mircea        | 1568-1574, 1574-1577                  | Hijo de Mircea III Dracul   |
|        | Vintilă                    | 1574                                  | Hijo de Pătrașcu cel Bun    |
|        | Mihnea Turcitul            | 1577-1583, 1585-1591                  | Hijo de Alexandru II Mircea |
|        | Petru Cercel               | 1583-1585                             | Hijo de Pătrașcu cel Bun    |
|        | Miguel el Valiente         | 1593-1600                             | Hijo de Pătrașcu cel Bun    |